# یواس‌اس امپکوا (۱۸۶۵)
یواس‌اس امپکوا (۱۸۶۵) (به انگلیسی: USS Umpqua (1865)) یک کشتی بود که طول آن ۲۲۵ فوت (۶۹ متر) بود. این کشتی در سال ۱۸۶۵ ساخته شد.